# Верхняя Орья
Верхняя Орья (мар. Кӱшыл Оръю) — деревня в Новоторъяльском районе Республики Марий Эл. Входит в состав Масканурского сельского поселения.

## География
Находится в северо-восточной части республики Марий Эл на расстоянии приблизительно 13 км по прямой на север от районного центра посёлка Новый Торъял.

## История
Известна с 1795 года, когда здесь числились 21 двор, 98 жителей. В 1859 году в починке Верхняя Орья проживали православные черемисы — 188 человек. В 1884 году здесь числилось 32 двора, 203 жителя. В 1999 году насчитывалось 20 дворов. В советское время работали колхозы «Пеледыш», «Тумер», совхоз «Заречный», позднее КДП «Заречный».

## Население
Население составляло 49 человек (мари 100 %) в 2002 году, 33 в 2010.